# Tour de Coreia de 2019
A 20.ª edição do Tour de Coreia é uma carreira de ciclismo de estrada por etapas que se celebrou entre 12 e 16 de junho de 2019 iniciando com um circuito na cidade de Gunsan e finalizando com outro circuito  na cidade de Seul na Coreia do Sul. O percurso constou de um total de 5 etapas sobre uma distância total de 594,9 km.
A carreira fez parte do circuito UCI Asia Tour de 2019 dentro da categoria 2.1. O vencedor final foi o italiano Filippo Zaccanti da Nippo-Vini Fantini-Faizanè seguido do canadiano Benjamin Perry da Israel Cycling Academy e o neerlandês Raymond Kreder da Ukyo.

## Equipas participantes
Tomaram a partida um total de 20 equipas, dos quais 3 são de categoria Profissional Continental e 17 Continental, quem conformaram um pelotão de 111 ciclistas dos quais terminaram 99. As equipas participantes foram:
| Equipes profissionais Continentais (3)- Israel Cycling Academy - Neri Sottoli-Selle Italia-KTM - Nippo Vini Fantini Faizanè Equipes Continentais (17)- 7 Eleven Cliqq-air21 by Roadbike Philippines - Team BridgeLane - Gapyeong Cycling Team - Geumsan Insam Cello - HKSI - Team Illuminate - Kinan Cycling Team - KSPO-Bianchi Asia - LX Cycling Team - Mitchelton-BikeExchange - Seoul Cycling Team - St George Continental Cycling Team - Terengganu Inc-TSG Cycling Team - Thailand Continental - Uijeongbu - Team Ukyo - Vino-Astana Motors |
| |

## Etapas
| Etapa | Data    | Percurso                  | type            | Distância (km) | Vencedor       | Líder geral      |
| ----- | ------- | ------------------------- | --------------- | -------------- | -------------- | ---------------- |
| 1     | 12 jun. | Gunsan – Gunsan           | etapa plana     | 63             | Raymond Kreder | Raymond Kreder   |
| 2     | 13 jun. | Cheonan – Danyang County  | etapa escarpada | 161,6          | Martin Laas    | Youcef Reguigui  |
| 3     | 14 jun. | Danyang County – Samcheok | etapa escarpada | 178,3          | Ben Perry      | Filippo Zaccanti |
| 4     | 15 jun. | Samcheok – Goseong County | etapa escarpada | 127            | Martin Laas    | Filippo Zaccanti |
| 5     | 16 jun. | Seul – Seul               | etapa plana     | 65             | Martin Laas    | Filippo Zaccanti |

## Desenvolvimento da carreira

### 1.ª etapa
| Gunsan - Gunsan | etapa plana | (63 km) |

| \| Classificação por etapas \| Classificação por etapas \| Classificação por etapas \| Classificação por etapas \| Classificação por etapas \| \| Ciclista \| Ciclista \| Equipe \| Tempo \| \| \| ------------------------ \| ------------------------ \| ---------------------------------- \| ------------------------ \| ------------------------ \| \| 1. \| Raymond Kreder \| Team Ukyo \| 1h21m56s \| \| \| 2. \| Youcef Reguigui \| Terengganu Inc-TSG Cycling Team \| + 0s \| \| \| 3. \| Edwin Ávila \| Israel Cycling Academy \| + 0s \| \| \| 4. \| Blake Quick \| St George Continental Cycling Team \| + 0s \| \| \| 5. \| Moreno Marchetti \| Neri Sottoli-Selle Italia-KTM \| + 0s \| \| \| 6. \| Corbin Strong \| St George Continental Cycling Team \| + 0s \| \| \| 7. \| Neil Van der Ploeg \| Team BridgeLane \| + 0s \| \| \| 8. \| Hideto Nakane \| Nippo-Vini Fantini-Faizanè \| + 0s \| \| \| 9. \| Park Sang-hong \| LX Cycling Team \| + 0s \| \| \| 10. \| Etienne van Empel \| Neri Sottoli-Selle Italia-KTM \| + 0s \| \| |                    |                                    |          |
| |                    |                                    |          |
| Fonte: ProCyclingStats |                    |                                    |          |
| Classificação por etapas |                    |                                    |          |
| Ciclista | Ciclista           | Equipe                             | Tempo    |
| 1. | Raymond Kreder     | Team Ukyo                          | 1h21m56s |
| 2. | Youcef Reguigui    | Terengganu Inc-TSG Cycling Team    | + 0s     |
| 3. | Edwin Ávila        | Israel Cycling Academy             | + 0s     |
| 4. | Blake Quick        | St George Continental Cycling Team | + 0s     |
| 5. | Moreno Marchetti   | Neri Sottoli-Selle Italia-KTM      | + 0s     |
| 6. | Corbin Strong      | St George Continental Cycling Team | + 0s     |
| 7. | Neil Van der Ploeg | Team BridgeLane                    | + 0s     |
| 8. | Hideto Nakane      | Nippo-Vini Fantini-Faizanè         | + 0s     |
| 9. | Park Sang-hong     | LX Cycling Team                    | + 0s     |
| 10. | Etienne van Empel  | Neri Sottoli-Selle Italia-KTM      | + 0s     |

| \| Classificação geral \| Classificação geral \| Classificação geral \| Classificação geral \| Classificação geral \| \| Ciclista \| Ciclista \| Equipe \| Tempo \| \| \| ------------------- \| ------------------- \| ---------------------------------- \| ------------------- \| ------------------- \| \| 1. \| Raymond Kreder \| Team Ukyo \| 1h21m45s \| \| \| 2. \| Youcef Reguigui \| Terengganu Inc-TSG Cycling Team \| + 1s \| \| \| 3. \| Edwin Ávila \| Israel Cycling Academy \| + 2s \| \| \| 4. \| Blake Quick \| St George Continental Cycling Team \| + 11s \| \| \| 5. \| Moreno Marchetti \| Neri Sottoli-Selle Italia-KTM \| + 11s \| \| \| 6. \| Corbin Strong \| St George Continental Cycling Team \| + 11s \| \| \| 7. \| Neil Van der Ploeg \| Team BridgeLane \| + 11s \| \| \| 8. \| Hideto Nakane \| Nippo-Vini Fantini-Faizanè \| + 11s \| \| \| 9. \| Park Sang-hong \| LX Cycling Team \| + 11s \| \| \| 10. \| Etienne van Empel \| Neri Sottoli-Selle Italia-KTM \| + 11s \| \| |                    |                                    |          |
| |                    |                                    |          |
| Fonte: ProCyclingStats |                    |                                    |          |
| Classificação geral |                    |                                    |          |
| Ciclista | Ciclista           | Equipe                             | Tempo    |
| 1. | Raymond Kreder     | Team Ukyo                          | 1h21m45s |
| 2. | Youcef Reguigui    | Terengganu Inc-TSG Cycling Team    | + 1s     |
| 3. | Edwin Ávila        | Israel Cycling Academy             | + 2s     |
| 4. | Blake Quick        | St George Continental Cycling Team | + 11s    |
| 5. | Moreno Marchetti   | Neri Sottoli-Selle Italia-KTM      | + 11s    |
| 6. | Corbin Strong      | St George Continental Cycling Team | + 11s    |
| 7. | Neil Van der Ploeg | Team BridgeLane                    | + 11s    |
| 8. | Hideto Nakane      | Nippo-Vini Fantini-Faizanè         | + 11s    |
| 9. | Park Sang-hong     | LX Cycling Team                    | + 11s    |
| 10. | Etienne van Empel  | Neri Sottoli-Selle Italia-KTM      | + 11s    |

### 2.ª etapa
| Cheonan - Danyang County | etapa escarpada | (161,6 km) |

| \| Classificação por etapas \| Classificação por etapas \| Classificação por etapas \| Classificação por etapas \| Classificação por etapas \| \| Ciclista \| Ciclista \| Equipe \| Tempo \| \| \| ------------------------ \| ------------------------ \| ---------------------------------- \| ------------------------ \| ------------------------ \| \| 1. \| Martin Laas \| Illuminate \| 3h49m21s \| \| \| 2. \| Youcef Reguigui \| Terengganu Inc-TSG Cycling Team \| + 0s \| \| \| 3. \| Corbin Strong \| St George Continental Cycling Team \| + 0s \| \| \| 4. \| Juan José Lobato \| Nippo-Vini Fantini-Faizanè \| + 0s \| \| \| 5. \| Raymond Kreder \| Team Ukyo \| + 0s \| \| \| 6. \| Riccardo Minali \| Israel Cycling Academy \| + 0s \| \| \| 7. \| Sarawut Sirironnachai \| Thailand Continental Cycling Team \| + 0s \| \| \| 8. \| Stepan Astafyev \| Vino-Astana Motors \| + 0s \| \| \| 9. \| Hideto Nakane \| Nippo-Vini Fantini-Faizanè \| + 0s \| \| \| 10. \| Niu Yikui \| Mitchelton-BikeExchange \| + 0s \| \| |                       |                                    |          |
| |                       |                                    |          |
| Fonte: ProCyclingStats |                       |                                    |          |
| Classificação por etapas |                       |                                    |          |
| Ciclista | Ciclista              | Equipe                             | Tempo    |
| 1. | Martin Laas           | Illuminate                         | 3h49m21s |
| 2. | Youcef Reguigui       | Terengganu Inc-TSG Cycling Team    | + 0s     |
| 3. | Corbin Strong         | St George Continental Cycling Team | + 0s     |
| 4. | Juan José Lobato      | Nippo-Vini Fantini-Faizanè         | + 0s     |
| 5. | Raymond Kreder        | Team Ukyo                          | + 0s     |
| 6. | Riccardo Minali       | Israel Cycling Academy             | + 0s     |
| 7. | Sarawut Sirironnachai | Thailand Continental Cycling Team  | + 0s     |
| 8. | Stepan Astafyev       | Vino-Astana Motors                 | + 0s     |
| 9. | Hideto Nakane         | Nippo-Vini Fantini-Faizanè         | + 0s     |
| 10. | Niu Yikui             | Mitchelton-BikeExchange            | + 0s     |

| \| Classificação geral \| Classificação geral \| Classificação geral \| Classificação geral \| Classificação geral \| \| Ciclista \| Ciclista \| Equipe \| Tempo \| \| \| ------------------- \| --------------------- \| ---------------------------------- \| ------------------- \| ------------------- \| \| 1. \| Youcef Reguigui \| Terengganu Inc-TSG Cycling Team \| 5h11m01s \| \| \| 2. \| Raymond Kreder \| Team Ukyo \| + 5s \| \| \| 3. \| Corbin Strong \| St George Continental Cycling Team \| + 12s \| \| \| 4. \| Soon Young Kwon \| KSPO-Bianchi Asia \| + 14s \| \| \| 5. \| Hideto Nakane \| Nippo-Vini Fantini-Faizanè \| + 16s \| \| \| 6. \| Park Sang-hong \| LX Cycling Team \| + 16s \| \| \| 7. \| Sarawut Sirironnachai \| Thailand Continental Cycling Team \| + 16s \| \| \| 8. \| Salvador Guardiola \| Kinan Cycling Team \| + 16s \| \| \| 9. \| Neil Van der Ploeg \| Team BridgeLane \| + 16s \| \| \| 10. \| Stepan Astafyev \| Vino-Astana Motors \| + 16s \| \| |                       |                                    |          |
| |                       |                                    |          |
| Fonte: ProCyclingStats |                       |                                    |          |
| Classificação geral |                       |                                    |          |
| Ciclista | Ciclista              | Equipe                             | Tempo    |
| 1. | Youcef Reguigui       | Terengganu Inc-TSG Cycling Team    | 5h11m01s |
| 2. | Raymond Kreder        | Team Ukyo                          | + 5s     |
| 3. | Corbin Strong         | St George Continental Cycling Team | + 12s    |
| 4. | Soon Young Kwon       | KSPO-Bianchi Asia                  | + 14s    |
| 5. | Hideto Nakane         | Nippo-Vini Fantini-Faizanè         | + 16s    |
| 6. | Park Sang-hong        | LX Cycling Team                    | + 16s    |
| 7. | Sarawut Sirironnachai | Thailand Continental Cycling Team  | + 16s    |
| 8. | Salvador Guardiola    | Kinan Cycling Team                 | + 16s    |
| 9. | Neil Van der Ploeg    | Team BridgeLane                    | + 16s    |
| 10. | Stepan Astafyev       | Vino-Astana Motors                 | + 16s    |

### 3.ª etapa
| Danyang County - Samcheok | etapa escarpada | (178,3 km) |

| \| Classificação por etapas \| Classificação por etapas \| Classificação por etapas \| Classificação por etapas \| Classificação por etapas \| \| Ciclista \| Ciclista \| Equipe \| Tempo \| \| \| ------------------------ \| ------------------------ \| ---------------------------------- \| ------------------------ \| ------------------------ \| \| 1. \| Ben Perry \| Israel Cycling Academy \| 4h01m18s \| \| \| 2. \| Filippo Zaccanti \| Nippo-Vini Fantini-Faizanè \| + 1s \| \| \| 3. \| Corbin Strong \| St George Continental Cycling Team \| + 1m25s \| \| \| 4. \| Raymond Kreder \| Team Ukyo \| + 1m25s \| \| \| 5. \| Edwin Ávila \| Israel Cycling Academy \| + 1m25s \| \| \| 6. \| Min Kyeong-ho \| Seoul Cycling Team \| + 1m25s \| \| \| 7. \| Youcef Reguigui \| Terengganu Inc-TSG Cycling Team \| + 1m25s \| \| \| 8. \| Juan José Lobato \| Nippo-Vini Fantini-Faizanè \| + 1m25s \| \| \| 9. \| Vadim Pronskiy \| Vino-Astana Motors \| + 1m25s \| \| \| 10. \| Matvey Nikitin \| Vino-Astana Motors \| + 1m25s \| \| |                  |                                    |          |
| |                  |                                    |          |
| Fonte: ProCyclingStats |                  |                                    |          |
| Classificação por etapas |                  |                                    |          |
| Ciclista | Ciclista         | Equipe                             | Tempo    |
| 1. | Ben Perry        | Israel Cycling Academy             | 4h01m18s |
| 2. | Filippo Zaccanti | Nippo-Vini Fantini-Faizanè         | + 1s     |
| 3. | Corbin Strong    | St George Continental Cycling Team | + 1m25s  |
| 4. | Raymond Kreder   | Team Ukyo                          | + 1m25s  |
| 5. | Edwin Ávila      | Israel Cycling Academy             | + 1m25s  |
| 6. | Min Kyeong-ho    | Seoul Cycling Team                 | + 1m25s  |
| 7. | Youcef Reguigui  | Terengganu Inc-TSG Cycling Team    | + 1m25s  |
| 8. | Juan José Lobato | Nippo-Vini Fantini-Faizanè         | + 1m25s  |
| 9. | Vadim Pronskiy   | Vino-Astana Motors                 | + 1m25s  |
| 10. | Matvey Nikitin   | Vino-Astana Motors                 | + 1m25s  |

| \| Classificação geral \| Classificação geral \| Classificação geral \| Classificação geral \| Classificação geral \| \| Ciclista \| Ciclista \| Equipe \| Tempo \| \| \| ------------------- \| --------------------- \| ---------------------------------- \| ------------------- \| ------------------- \| \| 1. \| Filippo Zaccanti \| Nippo-Vini Fantini-Faizanè \| 9h12m41s \| \| \| 2. \| Ben Perry \| Israel Cycling Academy \| + 41s \| \| \| 3. \| Youcef Reguigui \| Terengganu Inc-TSG Cycling Team \| + 1m03s \| \| \| 4. \| Raymond Kreder \| Team Ukyo \| + 1m08s \| \| \| 5. \| Corbin Strong \| St George Continental Cycling Team \| + 1m11s \| \| \| 6. \| Choe Hyeong-min \| Geumsan Insam Cello \| + 1m16s \| \| \| 7. \| Félix Barón \| Illuminate \| + 1m18s \| \| \| 8. \| Sarawut Sirironnachai \| Thailand Continental Cycling Team \| + 1m19s \| \| \| 9. \| Park Sang-hong \| LX Cycling Team \| + 1m19s \| \| \| 10. \| Hideto Nakane \| Nippo-Vini Fantini-Faizanè \| + 1m19s \| \| |                       |                                    |          |
| |                       |                                    |          |
| Fonte: ProCyclingStats |                       |                                    |          |
| Classificação geral |                       |                                    |          |
| Ciclista | Ciclista              | Equipe                             | Tempo    |
| 1. | Filippo Zaccanti      | Nippo-Vini Fantini-Faizanè         | 9h12m41s |
| 2. | Ben Perry             | Israel Cycling Academy             | + 41s    |
| 3. | Youcef Reguigui       | Terengganu Inc-TSG Cycling Team    | + 1m03s  |
| 4. | Raymond Kreder        | Team Ukyo                          | + 1m08s  |
| 5. | Corbin Strong         | St George Continental Cycling Team | + 1m11s  |
| 6. | Choe Hyeong-min       | Geumsan Insam Cello                | + 1m16s  |
| 7. | Félix Barón           | Illuminate                         | + 1m18s  |
| 8. | Sarawut Sirironnachai | Thailand Continental Cycling Team  | + 1m19s  |
| 9. | Park Sang-hong        | LX Cycling Team                    | + 1m19s  |
| 10. | Hideto Nakane         | Nippo-Vini Fantini-Faizanè         | + 1m19s  |

### 4.ª etapa
| Samcheok - Goseong County | etapa escarpada | (127 km) |

| \| Classificação por etapas \| Classificação por etapas \| Classificação por etapas \| Classificação por etapas \| Classificação por etapas \| \| Ciclista \| Ciclista \| Equipe \| Tempo \| \| \| ------------------------ \| ------------------------ \| --------------------------------- \| ------------------------ \| ------------------------ \| \| 1. \| Martin Laas \| Illuminate \| 3h01m29s \| \| \| 2. \| Juan José Lobato \| Nippo-Vini Fantini-Faizanè \| + 0s \| \| \| 3. \| Benjamín Prades \| Team Ukyo \| + 0s \| \| \| 4. \| Youcef Reguigui \| Terengganu Inc-TSG Cycling Team \| + 0s \| \| \| 5. \| Raymond Kreder \| Team Ukyo \| + 0s \| \| \| 6. \| Edwin Ávila \| Israel Cycling Academy \| + 0s \| \| \| 7. \| Sarawut Sirironnachai \| Thailand Continental Cycling Team \| + 0s \| \| \| 8. \| Park Sang-hong \| LX Cycling Team \| + 0s \| \| \| 9. \| Choi Hiu Fung \| HKSI Pro Cycling Team \| + 0s \| \| \| 10. \| Min Kyeong-ho \| Seoul Cycling Team \| + 0s \| \| |                       |                                   |          |
| |                       |                                   |          |
| Fonte: ProCyclingStats |                       |                                   |          |
| Classificação por etapas |                       |                                   |          |
| Ciclista | Ciclista              | Equipe                            | Tempo    |
| 1. | Martin Laas           | Illuminate                        | 3h01m29s |
| 2. | Juan José Lobato      | Nippo-Vini Fantini-Faizanè        | + 0s     |
| 3. | Benjamín Prades       | Team Ukyo                         | + 0s     |
| 4. | Youcef Reguigui       | Terengganu Inc-TSG Cycling Team   | + 0s     |
| 5. | Raymond Kreder        | Team Ukyo                         | + 0s     |
| 6. | Edwin Ávila           | Israel Cycling Academy            | + 0s     |
| 7. | Sarawut Sirironnachai | Thailand Continental Cycling Team | + 0s     |
| 8. | Park Sang-hong        | LX Cycling Team                   | + 0s     |
| 9. | Choi Hiu Fung         | HKSI Pro Cycling Team             | + 0s     |
| 10. | Min Kyeong-ho         | Seoul Cycling Team                | + 0s     |

| \| Classificação geral \| Classificação geral \| Classificação geral \| Classificação geral \| Classificação geral \| \| Ciclista \| Ciclista \| Equipe \| Tempo \| \| \| ------------------- \| --------------------- \| ---------------------------------- \| ------------------- \| ------------------- \| \| 1. \| Filippo Zaccanti \| Nippo-Vini Fantini-Faizanè \| 12h14m10s \| \| \| 2. \| Ben Perry \| Israel Cycling Academy \| + 41s \| \| \| 3. \| Youcef Reguigui \| Terengganu Inc-TSG Cycling Team \| + 1m03s \| \| \| 4. \| Raymond Kreder \| Team Ukyo \| + 1m08s \| \| \| 5. \| Corbin Strong \| St George Continental Cycling Team \| + 1m11s \| \| \| 6. \| Juan José Lobato \| Nippo-Vini Fantini-Faizanè \| + 1m13s \| \| \| 7. \| Benjamín Prades \| Team Ukyo \| + 1m15s \| \| \| 8. \| Sarawut Sirironnachai \| Thailand Continental Cycling Team \| + 1m16s \| \| \| 9. \| Choe Hyeong-min \| Geumsan Insam Cello \| + 1m16s \| \| \| 10. \| Félix Barón \| Illuminate \| + 1m18s \| \| |                       |                                    |           |
| |                       |                                    |           |
| Fonte: ProCyclingStats |                       |                                    |           |
| Classificação geral |                       |                                    |           |
| Ciclista | Ciclista              | Equipe                             | Tempo     |
| 1. | Filippo Zaccanti      | Nippo-Vini Fantini-Faizanè         | 12h14m10s |
| 2. | Ben Perry             | Israel Cycling Academy             | + 41s     |
| 3. | Youcef Reguigui       | Terengganu Inc-TSG Cycling Team    | + 1m03s   |
| 4. | Raymond Kreder        | Team Ukyo                          | + 1m08s   |
| 5. | Corbin Strong         | St George Continental Cycling Team | + 1m11s   |
| 6. | Juan José Lobato      | Nippo-Vini Fantini-Faizanè         | + 1m13s   |
| 7. | Benjamín Prades       | Team Ukyo                          | + 1m15s   |
| 8. | Sarawut Sirironnachai | Thailand Continental Cycling Team  | + 1m16s   |
| 9. | Choe Hyeong-min       | Geumsan Insam Cello                | + 1m16s   |
| 10. | Félix Barón           | Illuminate                         | + 1m18s   |

### 5.ª etapa
| Seul - Seul | etapa plana | (65 km) |

| \| Classificação por etapas \| Classificação por etapas \| Classificação por etapas \| Classificação por etapas \| Classificação por etapas \| \| Ciclista \| Ciclista \| Equipe \| Tempo \| \| \| ------------------------ \| ------------------------ \| ---------------------------------- \| ------------------------ \| ------------------------ \| \| 1. \| Martin Laas \| Illuminate \| 1h21m28s \| \| \| 2. \| Raymond Kreder \| Team Ukyo \| + 0s \| \| \| 3. \| Park Kyoung-ho \| KSPO-Bianchi Asia \| + 0s \| \| \| 4. \| Blake Quick \| St George Continental Cycling Team \| + 0s \| \| \| 5. \| Riccardo Minali \| Israel Cycling Academy \| + 0s \| \| \| 6. \| Youcef Reguigui \| Terengganu Inc-TSG Cycling Team \| + 0s \| \| \| 7. \| Yasuharu Nakajima \| Kinan Cycling Team \| + 0s \| \| \| 8. \| Neil Van der Ploeg \| Team BridgeLane \| + 0s \| \| \| 9. \| Park Sang-hoon \| LX Cycling Team \| + 0s \| \| \| 10. \| Edwin Ávila \| Israel Cycling Academy \| + 0s \| \| |                    |                                    |          |
| |                    |                                    |          |
| Fonte: ProCyclingStats |                    |                                    |          |
| Classificação por etapas |                    |                                    |          |
| Ciclista | Ciclista           | Equipe                             | Tempo    |
| 1. | Martin Laas        | Illuminate                         | 1h21m28s |
| 2. | Raymond Kreder     | Team Ukyo                          | + 0s     |
| 3. | Park Kyoung-ho     | KSPO-Bianchi Asia                  | + 0s     |
| 4. | Blake Quick        | St George Continental Cycling Team | + 0s     |
| 5. | Riccardo Minali    | Israel Cycling Academy             | + 0s     |
| 6. | Youcef Reguigui    | Terengganu Inc-TSG Cycling Team    | + 0s     |
| 7. | Yasuharu Nakajima  | Kinan Cycling Team                 | + 0s     |
| 8. | Neil Van der Ploeg | Team BridgeLane                    | + 0s     |
| 9. | Park Sang-hoon     | LX Cycling Team                    | + 0s     |
| 10. | Edwin Ávila        | Israel Cycling Academy             | + 0s     |

## Classificações finais
As classificações finalizaram da seguinte forma:

### Classificação geral
| \| Classificação geral \| Classificação geral \| Classificação geral \| Classificação geral \| Classificação geral \| \| Ciclista \| Ciclista \| Equipe \| Tempo \| \| \| ------------------- \| --------------------- \| ---------------------------------- \| ------------------- \| ------------------- \| \| 1. \| Filippo Zaccanti \| Nippo-Vini Fantini-Faizanè \| 13h35m38s \| \| \| 2. \| Ben Perry \| Israel Cycling Academy \| + 41s \| \| \| 3. \| Raymond Kreder \| Team Ukyo \| + 1m02s \| \| \| 4. \| Youcef Reguigui \| Terengganu Inc-TSG Cycling Team \| + 1m03s \| \| \| 5. \| Corbin Strong \| St George Continental Cycling Team \| + 1m05s \| \| \| 6. \| Juan José Lobato \| Nippo-Vini Fantini-Faizanè \| + 1m13s \| \| \| 7. \| Sarawut Sirironnachai \| Thailand Continental Cycling Team \| + 1m15s \| \| \| 8. \| Benjamín Prades \| Team Ukyo \| + 1m15s \| \| \| 9. \| Choe Hyeong-min \| Geumsan Insam Cello \| + 1m16s \| \| \| 10. \| Min Kyeong-ho \| Seoul Cycling Team \| + 1m17s \| \| |                       |                                    |           |
| |                       |                                    |           |
| Fonte: ProCyclingStats |                       |                                    |           |
| Classificação geral |                       |                                    |           |
| Ciclista | Ciclista              | Equipe                             | Tempo     |
| 1. | Filippo Zaccanti      | Nippo-Vini Fantini-Faizanè         | 13h35m38s |
| 2. | Ben Perry             | Israel Cycling Academy             | + 41s     |
| 3. | Raymond Kreder        | Team Ukyo                          | + 1m02s   |
| 4. | Youcef Reguigui       | Terengganu Inc-TSG Cycling Team    | + 1m03s   |
| 5. | Corbin Strong         | St George Continental Cycling Team | + 1m05s   |
| 6. | Juan José Lobato      | Nippo-Vini Fantini-Faizanè         | + 1m13s   |
| 7. | Sarawut Sirironnachai | Thailand Continental Cycling Team  | + 1m15s   |
| 8. | Benjamín Prades       | Team Ukyo                          | + 1m15s   |
| 9. | Choe Hyeong-min       | Geumsan Insam Cello                | + 1m16s   |
| 10. | Min Kyeong-ho         | Seoul Cycling Team                 | + 1m17s   |

### Classificação por pontos
| Classificação por pontos | Classificação por pontos | Classificação por pontos           | Classificação por pontos | Classificação por pontos |
| Ciclista                 | Ciclista                 | Equipe                             | Pontos                   |                          |
| ------------------------ | ------------------------ | ---------------------------------- | ------------------------ | ------------------------ |
| 1.                       | Youcef Reguigui          | Terengganu Inc-TSG Cycling Team    | 66 pts                   |                          |
| 2.                       | Raymond Kreder           | Team Ukyo                          | 65 pts                   |                          |
| 3.                       | Edwin Ávila              | Israel Cycling Academy             | 51 pts                   |                          |
| 4.                       | Corbin Strong            | St George Continental Cycling Team | 46 pts                   |                          |
| 5.                       | Martin Laas              | Illuminate                         | 45 pts                   |                          |
| 6.                       | Juan José Lobato         | Nippo-Vini Fantini-Faizanè         | 34 pts                   |                          |
| 7.                       | Sarawut Sirironnachai    | Thailand Continental Cycling Team  | 31 pts                   |                          |
| 8.                       | Blake Quick              | St George Continental Cycling Team | 27 pts                   |                          |
| 9.                       | Park Sang-hong           | LX Cycling Team                    | 26 pts                   |                          |
| 10.                      | Riccardo Minali          | Israel Cycling Academy             | 21 pts                   |                          |

### Classificação da montanha
| Classificação da montanha | Classificação da montanha | Classificação da montanha | Classificação da montanha | Classificação da montanha |
| Ciclista                  | Ciclista                  | Equipe                    | Pontos                    |                           |
| ------------------------- | ------------------------- | ------------------------- | ------------------------- | ------------------------- |
| 1.                        | James Oram                | Mitchelton-BikeExchange   | 9 pts                     |                           |
| 2.                        | Soon Young Kwon           | KSPO-Bianchi Asia         | 7 pts                     |                           |
| 3.                        | Choe Hyeong-min           | Geumsan Insam Cello       | 6 pts                     |                           |
| 4.                        | Cameron Piper             | Illuminate                | 4 pts                     |                           |
| 5.                        | Félix Barón               | Illuminate                | 2 pts                     |                           |
| 6.                        | Jung Woo-ho               | Seoul Cycling Team        | 2 pts                     |                           |
| 7.                        | Matvey Nikitin            | Vino-Astana Motors        | 1 pt                      |                           |
| 8.                        | Fung Ka Hoo               | HKSI Pro Cycling Team     | 1 pt                      |                           |

### Classificação dos jovens
| Classificação dos jovens | Classificação dos jovens | Classificação dos jovens           | Classificação dos jovens | Classificação dos jovens |
| Ciclista                 | Ciclista                 | Equipe                             | Tempo                    |                          |
| ------------------------ | ------------------------ | ---------------------------------- | ------------------------ | ------------------------ |
| 1.                       | Corbin Strong            | St George Continental Cycling Team | 13h36m43s                |                          |
| 2.                       | Vadim Pronskiy           | Vino-Astana Motors                 | + 14s                    |                          |
| 3.                       | Alexandr Ovsyannikov     | Vino-Astana Motors                 | + 23s                    |                          |
| 4.                       | Jung Woo-ho              | Seoul Cycling Team                 | + 25s                    |                          |
| 5.                       | Hoonmin Jun              | Seoul Cycling Team                 | + 34s                    |                          |
| 6.                       | Tyler Lindorff           | Team BridgeLane                    | + 3m00s                  |                          |
| 7.                       | Ben Metcalfe             | Team BridgeLane                    | + 8m06s                  |                          |
| 8.                       | Fung Ka Hoo              | HKSI Pro Cycling Team              | + 10m43s                 |                          |
| 9.                       | Yeonwoo Yoo              | Gapyeong Cycling Team              | + 14m08s                 |                          |
| 10.                      | Thanakhan Chaiyasombat   | Thailand Continental Cycling Team  | + 14m48s                 |                          |

### Classificação por equipas
| Classificação por equipes | Classificação por equipes          | Classificação por equipes | Classificação por equipes |
| Equipe                    | Equipe                             | Tempo                     |                           |
| ------------------------- | ---------------------------------- | ------------------------- | ------------------------- |
| 1.                        | Nippo Vini Fantini Faizanè         | 40h49m36s                 |                           |
| 2.                        | Israel Cycling Academy             | + 1s                      |                           |
| 3.                        | Team Ukyo                          | + 1m15s                   |                           |
| 4.                        | Vino-Astana Motors                 | + 1m15s                   |                           |
| 5.                        | St George Continental Cycling Team | + 1m24s                   |                           |
| 6.                        | Terengganu Inc-TSG Cycling Team    | + 1m24s                   |                           |
| 7.                        | Seoul Cycling Team                 | + 1m26s                   |                           |
| 8.                        | Thailand Continental               | + 2m09s                   |                           |
| 9.                        | Team BridgeLane                    | + 3m26s                   |                           |
| 10.                       | Kinan Cycling Team                 | + 13m51s                  |                           |

## Evolução das classificações
| Etapa                 | Vencedor              | Classificação geral | Classificação por pontos | Classificação da montanha | Classificação dos jovens | Classificação por equipas  |
| --------------------- | --------------------- | ------------------- | ------------------------ | ------------------------- | ------------------------ | -------------------------- |
| 1.ª                   | Raymond Kreder        | Raymond Kreder      | Youcef Reguigui          | não se entregou           | Blake Quick              | Ukyo                       |
| 2.ª                   | Martin Laas           | Youcef Reguigui     | Youcef Reguigui          | Kwon Soon Young           | Corbin Strong            | Nippo-Vini Fantini-Faizanè |
| 3.ª                   | Benjamin Perry        | Filippo Zaccanti    | Youcef Reguigui          | James Oram                | Corbin Strong            | Nippo-Vini Fantini-Faizanè |
| 4.ª                   | Martin Laas           | Filippo Zaccanti    | Youcef Reguigui          | James Oram                | Corbin Strong            | Nippo-Vini Fantini-Faizanè |
| 5.ª                   | Martin Laas           | Filippo Zaccanti    | Youcef Reguigui          | James Oram                | Corbin Strong            | Nippo-Vini Fantini-Faizanè |
| Classificações finais | Classificações finais | Filippo Zaccanti    | Youcef Reguigui          | James Oram                | Corbin Strong            | Nippo-Vini Fantini-Faizanè |

"

## UCI World Ranking
O Tour de Coreia outorgou pontos para o UCI World Ranking para corredores das equipas nas categorias UCI WorldTeam, Profissional Continental e Equipas Continentais. As seguintes tabelas mostram o barómetro de pontuação e os 10 corredores que obtiveram mais pontos:
| Posição             | 1.º | 2.º | 3.º | 4.º | 5.º | 6.º | 7.º | 8.º | 9.º | 10.º | 11.º | 12.º | 13.º-15.º | 16.º-25.º |
| Classificação geral | 125 | 85  | 70  | 60  | 50  | 40  | 35  | 30  | 25  | 20   | 15   | 10   | 5         | 3         |
| Por etapa           | 14  | 5   | 3   |     |     |     |     |     |     |      |      |      |           |           |
| Líder               | 3   |     |     |     |     |     |     |     |     |      |      |      |           |           |

| Classificação |                       |                            |       |       |       |       |
| Posição       | Ciclista              | Equipa                     | Geral | Etapa | Líder | Total |
| ------------- | --------------------- | -------------------------- | ----- | ----- | ----- | ----- |
| 1.º           | Filippo Zaccanti      | Nippo-Vini Fantini-Faizanè | 125   | 5     | 6     | 136   |
| 2.º           | Benjamin Perry        | Israel Cycling Academy     | 85    | 14    | -     | 99    |
| 3.º           | Raymond Kreder        | Ukyo                       | 70    | 19    | 3     | 92    |
| 4.º           | Youcef Reguigui       | Terengganu Inc-TSG         | 60    | 10    | 3     | 73    |
| 5.º           | Corbin Strong         | St George Continental      | 50    | 6     | -     | 56    |
| 6.º           | Juan José Lobato      | Nippo-Vini Fantini-Faizanè | 40    | 5     | -     | 45    |
| 7.º           | Martin Laas           | Illuminate                 | -     | 42    | -     | 42    |
| 8.º           | Sarawut Sirironnachai | Thailand Continental       | 35    | -     | -     | 35    |
| 9.º           | Benjamín Prades       | Ukyo                       | 30    | 3     | -     | 33    |
| 10.º          | Choe Hyeong Min       | Geumsan Insam Cello        | 25    | -     | -     | 25    |